# Pirata espacial
Los piratas espaciales son un tipo de personajes típicos de la ciencia ficción.

## Descripción
Operan como piratas en el espacio exterior y viajan en naves espaciales, en oposición a los piratas más tradicionales en la alta mar de la Tierra, que viajan en barco. Sin embargo, al igual que el objetivo de los tradicionales marineros piratas de los barcos a vela, los piratas espaciales sirven a una función similar en los medios de ciencia ficción: capturan y botinan naves espaciales de carga, saquean y de vez en cuando roban toda la nave en sí. Sin embargo, estos pueden variar su forma de vestir y del hablar, ya que podría corresponder a la visión del autor determinado del futuro, en lugar de ser modelados a partir de sus precursores marítimos. Por otro lado, los piratas del espacio pueden ser estereotipos de los piratas del mar.